# سوفی وارد
سوفی وارد (انگلیسی: Sophie Ward؛ زادهٔ ۳۰ دسامبر ۱۹۶۴) هنرپیشه اهل انگلستان است.
پدرش سایمون وارد نیز بازیگر بود.
این هنرپیشه، بازیگری را از سن ۱۰ سالگی آغاز کرد.

## بخشی از فیلمشناسی
از فیلم‌ها یا برنامه‌های تلویزیونی که وی در آن نقش داشته‌است می‌توان به آثار زیر اشاره کرد.
- بازگشت به از (۱۹۸۵)
- شرلوک هلمز جوان (۱۹۸۵)
- آریا (فیلم) (۱۹۸۷)
- دوریت کوچک (فیلم ۱۹۸۷) (۱۹۸۸)
- توسکانینی جوان (۱۹۸۸)
- بی‌تفاوت‌ها (۱۹۸۸)
- یک زندگی خشن (۱۹۹۰)
- جین ایر (فیلم ۲۰۱۱) (۲۰۱۱)
- کازانووا (۱۹۸۷)
- شهر هالبی (۲۰۰۸)
- شیادها (۲۰۱۲)